# 정관박물관
정관박물관은 고고·미술·민속·역사·인류학 영역에 속하는 자료를 수집·보관·진열·연구하여 일반관람인에게 공개하며, 아울러 이에 관한 조사·연구·계몽·선전하는 사무를 담당하는 부산광역시립박물관의 사무를 분담하기 위해 설치된 박물관이다.
정관박물관장은 지방학예연구관이나 5급 상당의 별정직 공무원으로 보한다.

## 연혁
- 2003.05 ~ 2005.09 정관신도시 조성사업으로 방곡리·가동 유적 발굴
- 2006.10 정관박물관 건립 기증에 따른 관리운영방침 결정(한국토지주택공사 건립 기증, 부산시 관리운영)
- 2015.01.26 정관박물관 개관